# Панкальери
Панкальери (итал. Pancalieri) — коммуна в Италии, располагается в регионе Пьемонт, в провинции Турин.
Население составляет 1985 человек (2008 г.), плотность населения составляет 124 чел./км². Занимает площадь 16 км². Почтовый индекс — 10060. Телефонный код — 011.
Покровителем коммуны почитается святитель Николай Мирликийский, празднование 6 декабря.

## Демография
Динамика населения:

## Города-побратимы
- Аталива, Аргентина (2003)

## Администрация коммуны
- Официальный сайт: http://www.comune.pancalieri.to.it